# 東急バス駒沢営業所

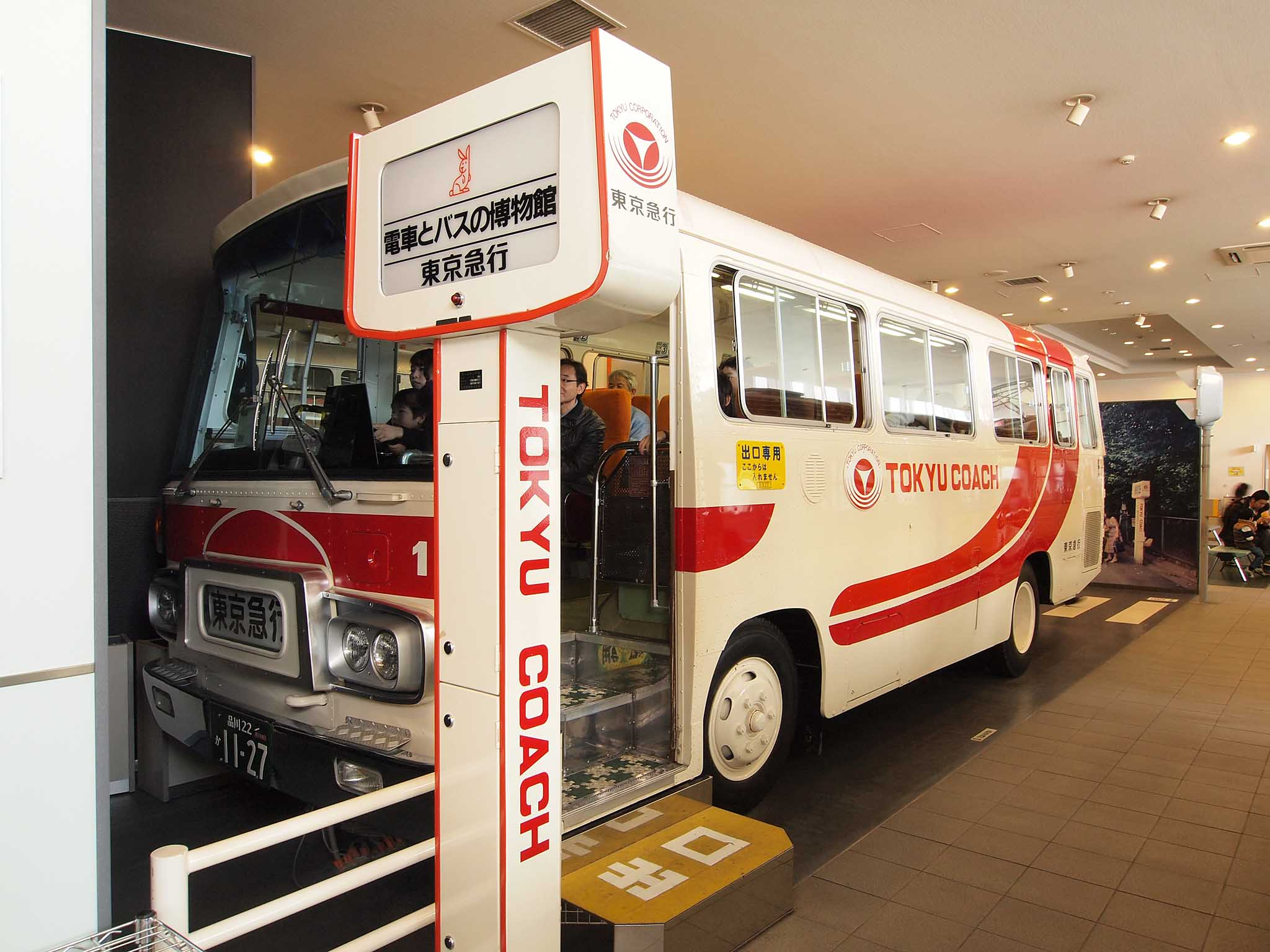
東急コーチ1号車
東急コーチ自由が丘線開業時に駒沢営業所へ納車されたもの。
「電車とバスの博物館」展示車両

東急バス駒沢営業所（とうきゅうバスこまざわえいぎょうしょ）は、かつて東京都世田谷区駒沢4丁目12-27に所在した東京急行電鉄自動車部（現：東急バス）の営業所である。営業所の略号は「K」を使用していた。最寄り停留所は「駒沢営業所」（現・駒沢公園西口）。

## 概要
1964年（昭和39年）10月1日開設、1984年（昭和59年）3月廃止。1964年東京オリンピック輸送のため開設された。主に世田谷区および環状七号線方面の路線を所管し、東急コーチ自由が丘線の運行などを担当していた。
元は東急病院の前身である東急駒沢診療所があり、診療所が東急病院として大岡山に移転した後は、その建物を改築して東映フライヤーズの選手寮「無私寮」となっていた土地の跡地に開設された。

## 沿革

### 東京オリンピックを前に
東京急行は1959年（昭和34年）までに、世田谷区内に淡島・弦巻・瀬田の3つの営業所を立ち上げていた。しかし当時は玉川通りを貫いていた東急玉川線の輸送力は、現在の田園都市線と比べて圧倒的に小さかった。
折から東京オリンピックの招致が決まり、各種競技施設の建設が始まるが、駒沢オリンピック公園は玉川線の線路から距離があり、観衆や選手・役員といった来場者のアクセス手段をバスに全面依存することになった。このため既存の3営業所では輸送力が不足とされ、世田谷区内に4つ目の営業所が開設されることになった。こうしてオリンピック開会式まであと9日と迫っていた1964年（昭和39年）10月1日、駒沢営業所が開設された。

### 都営共管路線の多さ
駒沢営業所は、東京都交通局（都営バス）との共管による長距離路線の割合が高かった。開設時に移管された駒沢線、等々力線はどちらも都営との共管で、環七線も3年後に都営の路線とつなぐ形で共管となり、東急単独の路線は環七線の変形となる代蒲線だけという状態になった。なお等々力線の移管により瀬田営業所は高速渋谷線の開設まで、一時的に都営共管路線がなくなっていた。
1967年（昭和42年）12月、等々力線の変形として高速渋谷線が開業。都営バス主導の企画だったが、東急からも駒沢・弦巻・瀬田の3つの営業所が参加した。
しかし、都営共管路線は昭和40年代後半になると往時の輝きを失っていく。1971年（昭和46年）、駒沢線が恵比寿駅を境に分割されると、新玉川線開業後の1979年（昭和54年）、高速渋谷線が廃止になる。

### コーチ自由が丘線の誕生
東京急行はこの頃、高付加価値・高料金の概念を導入し、一般路線との間で明確な差別化を図った新しいバスの形を模索していた。1975年（昭和50年）、それを具現した新路線「東急コーチ」の運行が始まることになり、第一号として東急自由が丘駅から駒沢へ向かう路線（東急コーチ自由が丘線）が新設された。

### 都営共管の縮小と閉鎖
1980年代に入ると、東京都交通局の再建計画もあり都営共管はさらに縮小することになった。1984年（昭和59年）2月16日の大規模な路線再編成で、長年駒沢の担当だった等々力線と環七線が分割されることになり、東急・都営それぞれの単独路線に切り替えられた。両路線はこの時に、玉電代替の廃止で営業所の規模に余裕が生まれていた大橋営業所へ移管されることになった。
これにより駒沢にはコーチ自由が丘線と祖師谷線が残ったが、弦巻営業所も小田急バスと共管の調布線・狛江線から撤退していて余裕があった。このため、両路線も弦巻に移管されることになった。1か月後の3月15日をもって駒沢営業所は営業を終了、翌3月16日に閉鎖された。駒沢営業所は戦後に新設された東急バスの営業所として最も短い、19年半の歴史に終止符を打った。

## 年譜
- 1956年（昭和31年）3月16日 - 戦後初の増設営業所として瀬田営業所が開設。
- 1959年（昭和34年）3月3日 - 弦巻営業所が開設。
- 1964年（昭和39年）10月1日 - 東京オリンピック輸送のため駒沢営業所を開設。環七線、代蒲線を営業開始。弦巻営業所から駒沢線、瀬田営業所から等々力線を移管される。
- 1967年（昭和42年）
  - 6月25日 - 環七線を新宿駅西口まで延長、都営バスとの共同運行とする。
  - 12月10日 - 高速渋谷線を新設。
- 1971年（昭和46年）9月1日 - 駒沢線を恵比寿駅までに短縮、恵比寿駅以東は都営バスが7系統として単独運行。
- 1975年（昭和50年）12月24日 - 東急コーチ自由が丘線の営業を開始。
- 1979年（昭和54年）11月22日 - この日をもって高速渋谷線を営業終了。
- 1981年（昭和56年）6月23日 - 大橋営業所から祖師谷線を移管される。駒沢線を廃止。
- 1984年（昭和59年）
  - 2月16日 - 環七線・等々力線を大橋営業所へ移管、都営との共同運行を解消の上、新代田駅前・渋谷駅までに短縮。同時に代蒲線を廃止し、中央区・港区・大田区・目黒区・杉並区・中野区・新宿区から撤退。
  - 3月15日 - 同日をもって駒沢営業所が営業終了。
  - 3月16日 - 営業所を閉鎖。最後まで残った祖師谷線・コーチ自由が丘線を弦巻営業所へ移管。最寄り停留所名を「駒沢折返所」へ改称。

## 廃止時の所管路線

### 祖師谷線
- 等11：等々力操車所 - 等々力 - 深沢不動前 - 駒沢営業所 - 駒沢 - 上町 - 農大前 - 千歳船橋 - 祖師谷大蔵（現、山野小学校）

不動前営業所由来の大橋線（等々力 - 五反田駅）をリニューアルし発足した。当初は不動前の後身である大橋営業所所管であったが、1981年（昭和56年）6月23日の中延営業所閉鎖に伴う路線再編成で沿線上にある駒沢営業所へ移管された。駒沢営業所廃止後は弦巻営業所へ移管されている。その後、2000年（平成12年）3月1日付で東急トランセ管理委託となり現在に至る。

### コーチ自由が丘線
- 自由が丘駅 - 等々力七丁目 - （深沢一丁目） - 東深沢小学校 - 深沢不動前 - （深沢六丁目） - 駒沢
（ ）内はフリー降車区間（自由が丘駅発）、デマンド区間（自由が丘駅行き）

1975年（昭和50年）12月24日に開業した東急コーチの第1号路線。起終点の「駒沢」は駒沢営業所に相当し、等11などの「駒沢」停留所とは異なる。開業当初から駒沢営業所所管で、営業所廃止時に等11とともに弦巻営業所へ移管された。
その後、1999年（平成11年）9月1日付で瀬田営業所へ再度移管となり、翌2000年（平成12年）10月2日からはデマンド運行を廃止して一般路線化された。さらに2001年（平成13年）5月16日付で東急トランセへの管理委託となった。

## 営業所廃止前に廃止・移管された路線

### 等々力線
- （102→）東82：東京駅八重洲口 - 新橋駅 - 虎ノ門 - 六本木 - 渋谷駅 - 三軒茶屋 - 駒沢 - 駒沢営業所 - 深沢不動前 - 等々力（都営バス渋谷営業所と共同運行）

1947年（昭和22年）、都営と東急の共同運行による東京駅直通路線の第1弾として設定された3路線のうちの1つ。1964年の開所時に、瀬田営業所から移管されてきた。
1969年（昭和44年）、路面電車の玉川線が廃止されると、渋谷 - 真中（現・駒沢大学）間は玉電代替の意味合いを持つようになる。
1972年（昭和47年）、都営の系統番号見直しに合わせ、渋谷を経由していた本系統は渋谷区・港区方面の路線を表す80番台の系統番号を与えられることになり、東82と改められた。
東京都交通局第3次再建計画に伴う追加の路線再編成を兼ねて、1984年（昭和59年）2月16日付けで渋谷駅を境に分断され、都営バスは東京駅八重洲口 - 渋谷駅間の東82系統、東急バスは渋谷駅 - 等々力間の渋82系統となり、同時に大橋営業所へ移管された。大橋では当路線を引き受けるにあたり、やはり都営共管を由来とした経堂線（渋22系統）を廃止している。その後、2002年（平成14年）9月の大橋廃止で38年ぶりに瀬田営業所へ復帰、同時に東急トランセ管理委託となり、現在に至る。

都営の東82系統は1990年3月の路線統合により渋88系統となり、その後は東京駅丸の内南口発着への変更や新橋駅までの短縮、はとバス委託化による新宿支所への移管を経て現在に至る。

### 高速渋谷線
- （139甲→）東83：東京駅南口 - 都庁前 - 内幸町 - 霞ヶ関 - 溜池 - 六本木 - 西麻布 - 青山車庫前 - 渋谷駅 - 大橋 - 三宿 - 三軒茶屋 - 駒沢 - 桜新町 - 桜新町操車所
- （139乙→）東83：東京駅南口 - 都庁前 - 内幸町 - 霞ヶ関 -（首都高速道路都心環状線・首都高速3号線）- 三軒茶屋 - 駒沢 - 桜新町 - 桜新町操車所（瀬田営業所・弦巻営業所と共管、都営バス渋谷営業所と共同運行）

1967年（昭和42年）12月10日の都電第1次撤去と同時に、その3か月前に開通したばかりの首都高速道路3号渋谷線を使った都心と郊外を結ぶ新しい通勤手段として、都営バス主導で企画され運転を開始した。
平日の朝の下りと夕方の上りを一般道路経由とした甲139系統、逆に平日の朝上りと夕方下りを高速道路経由とした乙139系統が設定された。東急からは駒沢の他、弦巻と瀬田も共同運行に参加した。東急バスにおいて、1路線を同時に3つの営業所が共管したのは、後にも先にもこの路線だけである。
玉川通りの渋滞で定時性が確保できなかったことに加え、1977年（昭和52年）に東急新玉川線（現・田園都市線）が開業したのをきっかけに乗客が鉄道へと流れ、交通局第2次再建計画に伴う追加の路線再編成により1979年（昭和54年）11月22日限りで廃止された。

### 環七線
- 宿91：新宿駅西口 - 高円寺陸橋 - 新代田駅 - 代田四丁目 - 若林駅 - 上馬 - 野沢銀座 - 洗足駅入口 - 夫婦坂 - 馬込駅 - 馬込銀座 - 大森駅 - 大森操車所（都営バス杉並営業所と共同運行）

全線の大半を占める高円寺陸橋 - 馬込銀座間で環七通りを走行する、都営バスとの共同運行路線。1964年（昭和39年）の駒沢開所時に大森操車所 - 駒沢公園間で運行を開始し、1967年（昭和42年）6月、都営バス5系統（新宿駅西口 - 新代田駅）と接続して新宿駅西口 - 大森操車所という長大路線になった。
交通局の2度の大規模路線再編成を乗り切ったものの、第3次再建計画に伴う追加の再編成として1984年（昭和59年）2月16日付で新代田駅を境に分断。都営バスは新宿駅西口 - 野沢銀座間の宿91、東急バスは新代田駅 - 大森操車所間の森91となり、同時に大橋営業所へ移管された。その後、1999年（平成11年）に新設されたばかりの下馬営業所へ再移管、東急トランセ管理委託となる。さらに2014年（平成26年）6月1日には弦巻営業所に移管された。
都営の宿91系統は1993年（平成5年）3月31日に野沢折返所廃止に伴い駒沢陸橋まで延長され、2003年（平成15年）4月1日付ではとバスへの委託となった。年々新代田駅を境に本数は激減し、2013年（平成25年）3月31日限りで東急との競合区間を含む新代田駅～駒沢陸橋間（うち競合区間は新代田駅～野沢交番間）を短縮。5系統→宿73系統時代と同じ新宿駅西口 - 新代田駅前間の運行となる。

### 駒沢線
- 101：桜新町 - 駒沢大学駅 - 国立第二病院（現・東京医療センター前） - 三谷 - 祐天寺 - 恵比寿駅 - 天現寺橋 - 広尾橋 - 六本木（旧・材木町） - 溜池 - 虎の門 - 西新橋一丁目 - 日比谷 - 馬場先門 - 東京駅南口（都営バス目黒営業所と共同運行）
- 恵33：えびす駅（現・恵比寿駅） - 国立第二病院 - 駒沢大学駅前 - 駒沢 - 駒沢営業所

1947年（昭和22年）、都営と東急の共同運行による東京駅直通路線の第1弾として設定された3路線のうちの1つ。都営バスに合わせて101系統を名乗った。当初は不動前営業所が担当したが、1959年（昭和34年）の弦巻開所時に移管、そして1964年の当営業所開所に合わせて駒沢に移管されてきた。
1971年（昭和46年）9月1日付けで恵比寿駅を境に分断。恵比寿駅 - 桜新町間が東急担当の恵33、恵比寿駅 - 東京駅間が都営担当の7系統となり、都営7系統は1972年（昭和47年）の新系統番号付与で東80へと衣替えした。東80は交通局第2次再建計画に伴う路線再編成により1977年（昭和52年）12月15日限りで廃止となり、残った恵33も1981年（昭和56年）6月23日の中延営業所閉鎖に伴う路線再編の際、瀬田営業所（当時）のエビス線との路線重複を理由に廃止された。

### 代蒲線
- 蒲13：蒲田駅 - 池上駅 - 上池上 - 夫婦坂 - 洗足駅入口 - 上馬 - 若林駅 - 代田四丁目

環七線の変形といえる系統で、蒲田駅 - 池上駅間は池上営業所の蒲田線（現・大田品川線）と同じ、また池上駅 - 夫婦坂間は中延営業所（のちに池上へ移管）の上池上循環線と同じルートをたどった。1984年2月16日の路線再編成で廃止となった。

## 車両
一般路線車
一般路線車は、最初期に三菱ふそう（三菱重工→三菱自動車→現・三菱ふそうトラック・バス）からの納車が若干数あったが、後に当時の東急バスで最大勢力を誇っていた日産ディーゼル工業（現・UDトラックス）指定へと変わり、最末期の1983年（昭和58年）まで4R、Uシリーズが代々納車された。廃止後は大橋と弦巻を中心に高津や新羽、青葉台などの営業所に移籍した。
コーチ車
1975年（昭和50年）12月営業開始の東急コーチ自由が丘線専用車両は、三菱ふそうB623Bが選ばれた。また東急コーチのデマンドシステムも三菱グループと共同開発している。この際に駒沢営業所へ納車されたコーチ車のうち、第1号車であるK6301（末期はT6501）が、東急田園都市線宮崎台駅にある電車とバスの博物館に保存されている。同博物館ではシミュレータとして活用されているが、路線はコーチ自由が丘線ではなくコーチ鷺沼線となっている。

### 新宿駅バスロケーションシステムへの対応
1978年（昭和53年）、運輸省は新宿駅西口発着の路線を対象にしたバスロケーションシステムの実証試験を開始した。当時、環七線は新宿駅西口発着だったため、東急バスも新宿バスロケシステムへの対応を迫られ、駒沢営業所の一般路線車全車に新宿バスロケ用のアンテナが取り付けられた。
1984年2月の環七線分断で新宿駅西口への乗り入れがなくなり、アンテナは不要となったが、多くの車両でアンテナは撤去されなかったため、駒沢からの転属車であることが見て分かった。